# For Dead God-International Devastation
For Dead God-International Devastation – kompilacja nagrań polskiej grupy muzycznej Squash Bowels. Wydawnictwo ukazało się w 2003 roku nakładem wytwórni muzycznej Obscene Productions. Na płycie znalazły się m.in. utwory z albumów demo: Furgott (1994), Dead?! (1995) oraz International Devastation (1996).

## Lista utworów
Opracowano na podstawie materiału źródłowego.
1. "Guzzling Away from Inside" - 00:51
2. "The Sickening" - 02:12
3. "Interpersonal Relations" - 03:11
4. "Human Accelerations" - 01:36
5. "Greetings from Poland" - 02:22
6. "Right to Live" - 00:36
7. "Mutilations Corporations" (cover Napalm Death) - 01:30
8. "Disharmonized Voices" - 00:36
9. "Noise Product" - 02:11
10. "Surge of Assurance" - 02:23
11. "A Suspect" - 02:07
12. "New Standards" - 01:32
13. "More Our Colours" - 02:12
14. "Medical Exhibition" - 02:33
15. "Logopedic Formalism" - 00:35
16. "Stumpers" - 03:09
17. "The Grind Core-spondent" - 01:16
18. "Soundmind" - 00:47
19. "Year-Noise-Chaos" - 00:46
20. "Regulations Peoples Fear" - 01:01
21. "Tested Creatures" - 00:55
22. "Lustmord" - 01:18
23. "More Our Colours" - 02:07
24. "Victims..." - 01:21
25. "Human Accelerations" - 01:17
26. "Old Things" - 01:14
27. "Mad Dentist" - 01:19
28. "Liberate Me" - 00:47
29. "The Rotting" - 00:45
30. "Vulture Ritual" - 01:40
31. "Flesh Grinder" - 01:28